# Wagga Wagga
Wagga Wagga (ˌwɒɡəˈwɒɡə; conhecida informalmente como Wagga) é uma das principais cidades da região de Riverina no estado de Nova Gales do Sul, Austrália. Abrangendo o Rio Murrumbidgee, com uma população urbana de mais de 54000 habitantes conforme o censo de 2016, Wagga Wagga é a maior cidade no interior do estado, sendo um importante centro agrícola e militar, além de importante entroncamento viário no interior da Austrália. Também é a nona cidade dentre as que mais crescem no interior do país, Wagga Wagga está localizada a meio caminho entre as duas maiores cidades da Austrália: Sydney e Melbourne.
O centro situa-se em torno da área delimitada pelas ruas Best e Tarcutta, o Rio Murrumbidgee e a Rodovia Sturt. A principal rua comercial de Wagga é Baylis Street  que se torna Fitzmaurice, em seu extremo norte. A cidade fica em um vale aluvial e boa parte dela tem problemas com a salinidade.
Os habitantes originais da região de Wagga Wagga  eram os integrantes do povo Wiradjuri. Em 1829, Charles Sturt tornou-se o primeiro europeu a passar pela região. Os posseiros chegaram logo depois. A cidade, posicionada num vau atravessando todo o Murrumbidgee, foi sondada e transformada em  vila em 1849: a cidade cresceu rapidamente depois disso. Em 1870, Wagga Wagga foi transformada em município. Durante as negociações que levaram à federação da Austrália, Wagga Wagga era uma das localidades candidatas para situar a capital da nova nação. Durante a I Guerra Mundial a cidade foi o ponto de partida um das marchas de recrutamento. A Grande Depressão e a consequente dificuldade fizeram Wagga Wagga tornar-se o centro de um movimento de secessão para a região de Riverina. Wagga Wagga recebeu uma guarnição durante a II Guerra Mundial, com o estabelecimento de uma base militar em Kapooka e as bases Real Força Aérea Australiana bases em Forest Hill e Uranquinty. Após a guerra, Wagga Wagga passou à condição de cidade em 1946 e novos bairros foram criados ao sul da área urbana. Em 1982, a cidade foi amalgamada com as vizinhas Kyeamba e Mitchell Shires.

## Geografia
Wagga Wagga situa-se no extremo leste da região de Riverina, onde as encostas da Cordilheira Australiana achatam-se e formam a planície de Riverina. A cidade atravessa o Rio Murrumbidgee, um dos grandes rios da Bacia de Murray-Darling e o centro da cidade fica na margem sul, protegida  de possíveis inundações por um dique de contenção.
A cidade fica a meio caminho entre as maiores cidades da Austrália, sendo 452 quilómetros a sudoeste de Sydney e a 456 km a nordeste de Melbourne com a linha ferroviária que liga as duas cidades a atravessando. A Rodovia Sturt, parte do sistema nacional de rodovias, atravessa Wagga, rumo a Adelaide, até sua junção com a principal ligação Sydney–Melbourne, a Rodovia Hume, a mais de 45 quilómetros a leste. Esta localização, em meio a importantes rotas, tornou Wagga Wagga um importante centro logístico. Wagga Wagga em si é o maior centro regional para Riverina e em grande parte do sudoeste de Nova Gales do Sul, proporcionando educação, saúde e outros serviços para uma região que se estende até Griffith a oeste, Cootamundra ao norte e Tumut a leste.

### Clima
Neblina pesada e geadas são comuns no inverno, enquanto a neve é uma ocorrência muito rara. Por outro lado, os verões em Wagga Wagga são a quente, com média das temperaturas máximas variando entre 29 °C a 32 °C. A temperatura mais quente já registrada é 45,2 °C (113,4 °F) em 7 de fevereiro de 2009. A umidade relativa é baixa nos meses de verão com um 3 pm, em média, cerca de 30%. Wagga Wagga tem 124.3 dias por ano.
Wagga Wagga tem uma precipitação média anual de 575,3 milímetros (22,65 pol). Esta precipitação é distribuída equitativamente durante o ano. Em 8 de março de 2010, o aeroporto de Wagga Wagga registrou 110,2 milímetros (4,34 pol), quebrando o recorde anterior de 104,1 milímetros (4,10 pol), em 16 de março de 1966, com 127 milímetros (5,0 pol) de chuva registrados. Em dezembro de 2010, a cidade registrou o ano mais chuvoso no histórico e o valor recorde de precipitação anual de 1 000 milímetros (39 pol).
| Dados climatológicos para Wagga Wagga | Dados climatológicos para Wagga Wagga | Dados climatológicos para Wagga Wagga | Dados climatológicos para Wagga Wagga | Dados climatológicos para Wagga Wagga | Dados climatológicos para Wagga Wagga | Dados climatológicos para Wagga Wagga | Dados climatológicos para Wagga Wagga | Dados climatológicos para Wagga Wagga | Dados climatológicos para Wagga Wagga | Dados climatológicos para Wagga Wagga | Dados climatológicos para Wagga Wagga | Dados climatológicos para Wagga Wagga | Dados climatológicos para Wagga Wagga |
| Mês                                   | Jan                                   | Fev                                   | Mar                                   | Abr                                   | Mai                                   | Jun                                   | Jul                                   | Ago                                   | Set                                   | Out                                   | Nove                                  | Dez                                   | Ano                                   |
| ------------------------------------- | ------------------------------------- | ------------------------------------- | ------------------------------------- | ------------------------------------- | ------------------------------------- | ------------------------------------- | ------------------------------------- | ------------------------------------- | ------------------------------------- | ------------------------------------- | ------------------------------------- | ------------------------------------- | ------------------------------------- |
| Máxima absoluta °C (°F)               | 44.8 (112.6)                          | 45.2 (113.4)                          | 39.5 (103.1)                          | 35.4 (95.7)                           | 27.4 (81.3)                           | 23.2 (73.8)                           | 23.2 (73.8)                           | 26.6 (De 79,9)                        | 32.9 (91.2)                           | 36.3 (97.3)                           | 42.8 (109)                            | 43.2 (109.8)                          | 45.2 (113.4)                          |
| Máxima média °C (°F)                  | 31.7 (89.1)                           | 30.9 (87.6)                           | 27.7 (81.9)                           | 22.5 (72.5)                           | 17.4 (63.3)                           | 13.9 (57)                             | 12.7 (54.9)                           | 14.5 (58.1)                           | 17.7 (63.9)                           | 21.6 (70.9)                           | 25.9 (78.6)                           | 29.5 (85.1)                           | 22.2 (72)                             |
| Mínima média °C (°F)                  | 16.3 (61.3)                           | 16.4 (61.5)                           | 13.4 (56.1)                           | 9.2 (48.6)                            | 5.9 (42.6)                            | 3.7 (38.7)                            | 2.8 (37)                              | 3.5 (38.3)                            | 5.1 (41.2)                            | 7.8 (46)                              | 10.9 (51.6)                           | 13.9 (57)                             | 9.1 (48.4)                            |
| Mínima absoluta °C (°F)               | 3.4 (38.1)                            | 2.3 (36.1)                            | 2.6 (36.7)                            | -2.1 (28.2)                           | -4.4 (24.1)                           | -5.2 (22.6)                           | -6.3 (20.7)                           | -5.4 (22.3)                           | -3.8 (25.2)                           | -2.2 (28)                             | -0.2 (31.6)                           | 3.4 (38.1)                            | -6.3 (20.7)                           |
| Precipitação mm (polegadas)           | 40.5 (1.594)                          | 40.7 (1.602)                          | 45.1 (1.776)                          | 40.2 (1.583)                          | 50.8 (2)                              | 50.5 (1.988)                          | 54.9 (2.161)                          | 51.0 (2.008)                          | 49.4 (1.945)                          | 56.9 (2.24)                           | 45.7 (1.799)                          | 46.5 (1.831)                          | 573.7 (22.587)                        |
| Média de dias de precipitação         | 5.4                                   | 5.3                                   | 5.6                                   | 6.8                                   | 9.2                                   | 11.3                                  | 13.6                                  | 13.0                                  | 10.5                                  | 9.4                                   | 7.5                                   | 6.3                                   | 103.9                                 |
| Umidade relativa média à tarde(%)     | 29                                    | 33                                    | 35                                    | 43                                    | 56                                    | 64                                    | 65                                    | 59                                    | 54                                    | 46                                    | 36                                    | 30                                    | 46                                    |
| Média diária de horas de sol          | 10.8                                  | 10.1                                  | 9.3                                   | 8.2                                   | 6.3                                   | 4.6                                   | 4.8                                   | 6.4                                   | 7.6                                   | 9.2                                   | 9.7                                   | 10.4                                  | 8.1                                   |
| Fonte #1:                             |                                       |                                       |                                       |                                       |                                       |                                       |                                       |                                       |                                       |                                       |                                       |                                       |                                       |
| Fonte #2:                             |                                       |                                       |                                       |                                       |                                       |                                       |                                       |                                       |                                       |                                       |                                       |                                       |                                       |